# Itodacnus nihoae
Itodacnus nihoae là một loài bọ cánh cứng trong họ Elateridae. Loài này được Samuelson & Johnson miêu tả khoa học năm 1995.